# Ravil Tagir
Ravil Tagir (Taraz, 6 mei 2003) is een Turks-Kazachs voetballer die doorgaans speelt als centrale verdediger. In augustus 2024 verruilde hij Istanbul Başakşehir voor Al-Jazira Club.

## Clubcarrière
Tagir werd geboren in Kazachstan. Zijn vader emigreerde kort voor zijn geboorte naar Bursa in Turkije. Vlak na zijn geboorte volgde hij ook. In dit land speelde hij in de jeugd van Bursa Kültürspor en vanaf 2016 in de opleiding van Altınordu. Zijn debuut voor die club maakte hij op 18 augustus 2019, toen op bezoek bij Hatayspor met 1–0 werd verloren door een doelpunt van Caner Hüseyin Bağ. Tagir mocht van coach Hüseyin Eroğlu in de basis beginnen en hij speelde het gehele duel mee. In september 2020 vertrok Tagir voor een bedrag van circa tweeënhalf miljoen euro naar Istanbul Başakşehir, waar hij zijn handtekening zette onder een verbintenis voor de duur van drie seizoenen. In zijn eerste twee seizoenen kwam hij telkens tot zeven competitiewedstrijden. Hierop werd hij medio 2022 voor twee jaargangen verhuurd aan KVC Westerlo.
In augustus 2024 vertrok hij definitief bij Istanbul Başakşehir en hij maakte de overstap naar Al-Jazira Club, waar hij een contract tekende voor drie seizoenen.

## Clubstatistieken
| Seizoen | Club                | Competitie      | Competitie | Competitie | Beker | Beker | Internationaal | Internationaal | Totaal | Totaal |
| Seizoen | Club                | Competitie      | Wed.       | Dlp.       | Wed.  | Dlp.  | Wed.           | Dlp.           | Wed.   | Dlp.   |
| ------- | ------------------- | --------------- | ---------- | ---------- | ----- | ----- | -------------- | -------------- | ------ | ------ |
| 2019/20 | Altınordu           | 1. Lig          | 32         | 1          | 1     | 0     | —              | —              | 33     | 1      |
| 2020/21 | Altınordu           | 1. Lig          | 2          | 0          | 0     | 0     | —              | —              | 2      | 0      |
| 2020/21 | Istanbul Başakşehir | Süper Lig       | 7          | 0          | 3     | 1     | —              | —              | 10     | 1      |
| 2021/22 | Istanbul Başakşehir | Süper Lig       | 7          | 0          | 1     | 0     | —              | —              | 8      | 0      |
| 2022/23 | → KVC Westerlo      | Eerste klasse A | 28         | 0          | 0     | 0     | —              | —              | 28     | 0      |
| 2023/24 | → KVC Westerlo      | Eerste klasse A | 30         | 3          | 0     | 0     | —              | —              | 30     | 3      |
| 2024/25 | Al-Jazira Club      | UAE Pro League  | 22         | 2          | 9     | 1     | —              | —              | 31     | 3      |
| Totaal  | Totaal              | Totaal          | 128        | 6          | 14    | 2     | 0              | 0              | 142    | 8      |

Bijgewerkt op 11 juni 2025.

## Interlandcarrière
Tagir is gezien zijn afkomst speelgerechtigd voor de nationale teams van Turkije, Georgië en Kazachstan. Na gespeeld te hebben bij Turkije –21, werd hij in september 2022 voor het eerst opgeroepen voor het Turks voetbalelftal voor wedstrijden tegen Luxemburg en Faeröer. Tijdens deze interlands kwam hij niet in actie.